# Hans Arnbom
Hans Erik Arnbom, född 20 oktober 1952 i Stockholm, är en svensk före detta kompositör, verksam och boende på Östermalm i Stockholm. Han är son till den svenske TV-producenten Arne Arnbom. 

## Filmmusik
- 1988 – Harry fifflaren
- 1991 – Hasses dagbok
- 1994 – Zorn
- 2001 – Din plats på jorden